# Tzintzingareo
Tzintzingareo es una localidad del estado mexicano de Michoacán. Es parte del municipio de Irimbo.

## Toponimia
El nombre «Tzintzingareo» proviene del purépecha: 
Su significado es «Lugar de colibríes».

## Demografía
| Gráfica de evolución demográfica |
|                                  |

| Censo | Población |
| ----- | --------- |
| 1900  | 453       |
| 1910  | 762       |
| 1921  | 827       |
| 1930  | 598       |
| 1940  | 703       |
| 1950  | 694       |
| 1960  | 830       |
| 1970  | 1123      |
| 1980  | 1336      |
| 1990  | 2375      |
| 2000  | 2723      |
| 2010  | 2743      |
| 2020  | 2642      |